# Aleksandar Luković
Aleksandar Luković (* 23. Oktober 1982 in Kraljevo, SFR Jugoslawien) ist ein ehemaliger serbischer Fußballspieler. Er ist Verteidiger und derzeitiger Nationalspieler. Im Sommer 2010 verpflichtete ihn der russische Klub Zenit Sankt Petersburg. Vorher war er beim italienischen Erstliga-Verein Udinese Calcio unter Vertrag, nachdem er bereits bei Ascoli Calcio in Italien und bei Roter Stern Belgrad sowie Sloga Kraljevo und Jedinstvo Ub in seiner Heimat aktiv war.